# Ludwig Philipp vom Hagen

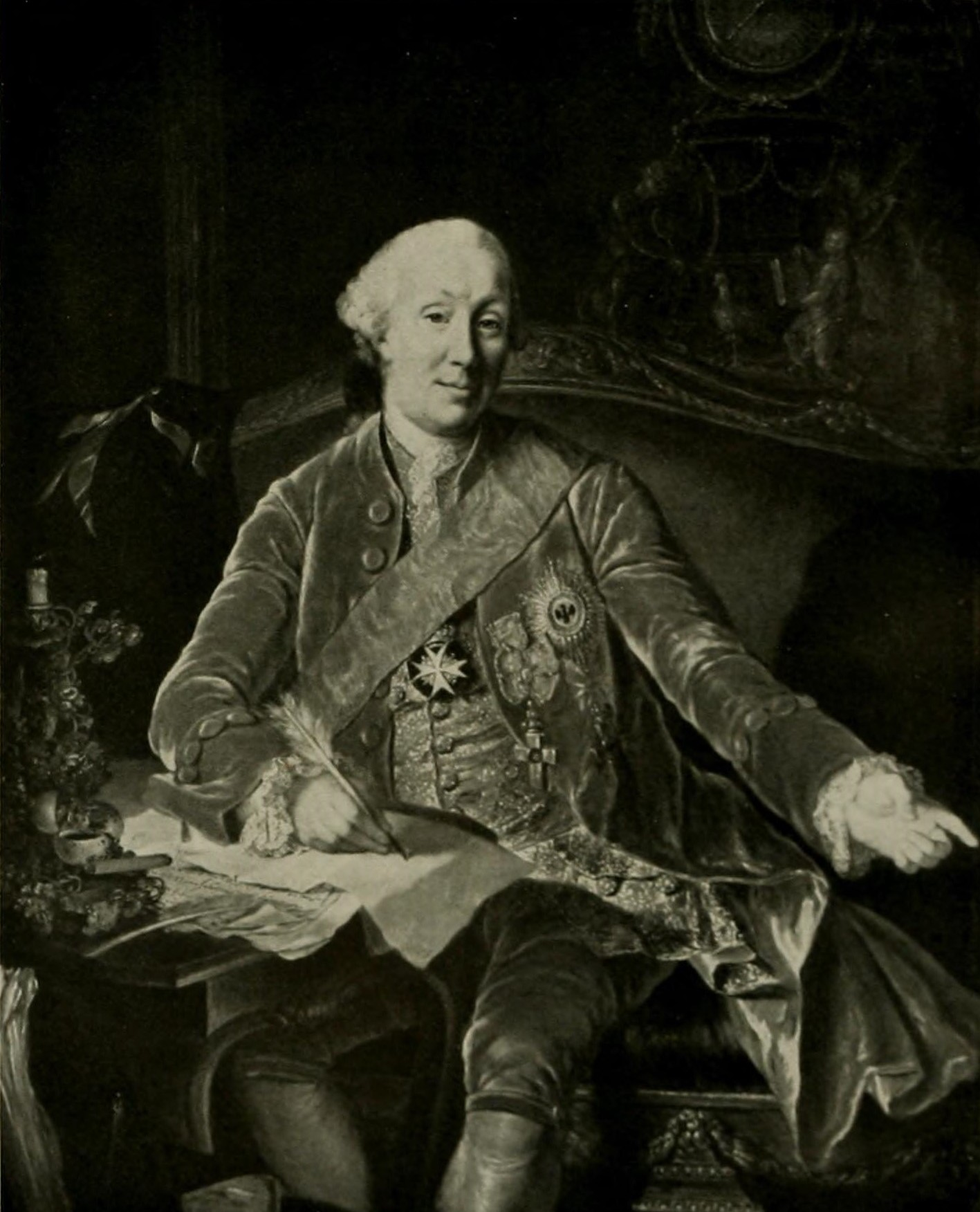
Minister Ludwig Philipp vom Hagen, gemalt von Anna Dorothea Therbusch, 1771

Ludwig Philipp Freiherr vom Hagen (* 3. Mai 1724 in Stöckey; † 6. Februar 1771 in Berlin) war wirklicher Etats-, Kriegs- und dirigierender Staatsrat, Staatsminister Friedrichs des Großen und Vizepräsident im 3. Departement des Generaldirektoriums.
Der Sohn des Freiherrn Friedrich Philipp vom Hagen (1683–1754) und Gertraudis (geb. von Münchhausen; 1692–1762) gehörte zum seit 1148 nachweisbaren Geschlecht derer vom Hagen auf Rüdigershagen in Thüringen. Er hatte einen älteren Bruder Wilhelm Adolf. Ludwig Philipp gehörte dem Schwarzer-Adler-Orden an und stand ihm vor, zudem war er Kommendator des Johanniterordens in Schivelbein. Durch das Erbe seiner Mutter war er unter anderem Fideikommissherr auf Möckern mit Dalchau, Zeddenick, Pabsdorf, Lochow u. a., Burggraf zu Bleicherode, Departementchef zu Cleve, Begründer der preußischen Seehandlung, Domherr zu Magdeburg.
Der ehemalige Schüler des Klosters Berge studierte an der Universität Leipzig und trat 1744 in den preußischen Staatsdienst ein. Er wurde 1746 Kriegs- und Domänenrat in verschiedenen Provinzen Preußens und 1754 Geheimer Finanzrat im Generaldirektorium in Berlin und stieg dort 1764 zum Minister auf, unter anderem für das Forstwesen ab 1770. Er diente Friedrich den Großen bei der Reform des Merkantilismus, unter anderem durch Einführung von Bauverwaltungen und Reformen im Bereich des Bergbaus. Friedrich rühmte ihn 1768 als uneigennützigen und ehrlichen Finanzbeamten und ließ 1771 ein Bildnis vom Hagens im Audienzsaal des Generaldirektoriums im Berliner Stadtschloss aufhängen (Bildnis gemalt von Anna Dorothea Therbusch).
Ludwig Philipp war verheiratet mit Louise Charlotte von der Goltz (1738–1759) (Tochter von Georg Konrad von der Goltz) und ab 1761 in 2. Ehe mit Johanna Louise von Oertzen (1740–1792) (Tochter von Henning Ernst von Oertzen), blieb aber kinderlos.
Bestattet ist er in einer Gruft, die ein Anbau der St.-Laurentius-Kirche Möckern ist. Dort liegen seine sterblichen Überreste zusammen mit denen seines Neffen und Erben von Möckern, Graf Christoph Friedrich Wilhelm (1754–1813), Königlich preußischer Finanzrat.